# Polystachya tsinjoarivensis
Polystachya tsinjoarivensis är en orkidéart som beskrevs av Joseph Marie Henry Alfred Perrier de la Bâthie. Polystachya tsinjoarivensis ingår i släktet Polystachya och familjen orkidéer. Inga underarter finns listade i Catalogue of Life.